# Vellakoil
Vellakoil es una ciudad y municipio situada en el distrito de Tirupur en el estado de Tamil Nadu (India). Su población es de 40359 habitantes (2011). Se encuentra a 51 km de Tirupur y a 94 km de Coimbatore.

## Demografía
Según el censo de 2011 la población de Vellakoil era de 40359 habitantes, de los cuales 20158 eran hombres y 20201 eran mujeres. Vellakoil tiene una tasa media de alfabetización del 81,29%, superior a la media estatal del 80,09%: la alfabetización masculina es del 88,05%, y la alfabetización femenina del 74,59%.